# Sophie Carle
Sophie Carle (* 7. Juni 1964 in Luxemburg) ist eine Filmschauspielerin und Sängerin aus Luxemburg.

## Leben und Wirken
Sophie Carle wurde Anfang der 1980er Jahre als Filmschauspielerin tätig. Sie war in Kino- und Fernsehfilmen sowie Serienfolgen französischer Produktion zu sehen.
Sie vertrat ihr Land beim Concours Eurovision de la Chanson 1984 in Luxemburg mit dem Popsong 100 % d’amour und erreichte den zehnten Platz. Es blieb ihr einziger musikalischer Ausflug.
Als Schauspielerin war sie bis 2005 aktiv, sie wirkte in 30 Produktionen, überwiegend in Nebenrollen, mit.

## Filmografie (Auswahl)
- 1982: Plus beau que moi, tu meurs
- 1984: Her mit den Jungs (À nous les garçons)
- 1984: Souvenirs souvenirs
- 1986: Fünf Mädchen in Paris (Cinq filles à Paris)
- 1989: Schneller als das Auge (Quicker Than the Eye)
- 1991: Triplex
- 1992: Les Années campagne
- 1993: Un commissario a Roma (Fernsehserie, 10 Folgen)
- 1996: Coup de vice
- 1998: Tod im OP (Peur blanche)
- 2002: Julie Lescaut (Fernsehserie, eine Folge)
- 2004: Une femme d’honneur (Fernsehserie, eine Folge)
- 2005: Cavalcade